# Черномырдин, Виктор Степанович
Ви́ктор Степа́нович Черномы́рдин (9 апреля 1938, Чёрный Отрог, Оренбургская область — 3 ноября 2010[…], Москва) — советский и российский государственный деятель.
Председатель Совета министров Российской Федерации (1992—1993), председатель Правительства Российской Федерации (1993—1998), исполняющий обязанности президента Российской Федерации (5—6 ноября 1996), посол России на Украине (2001—2009). С 11 июня 2009 года до конца жизни — советник президента Российской Федерации, специальный представитель президента Российской Федерации по вопросам экономического сотрудничества с государствами-участниками СНГ. Основатель и лидер партии «Наш дом — Россия». Полный кавалер ордена «За заслуги перед Отечеством».
Наиболее яркой страницей политической биографии Виктора Черномырдина многие считают его деятельность во время террористического акта в Будённовске в 1995 году. Этот эпизод способствовал росту популярности личности политика. В массовом сознании имя Виктора Черномырдина прочно ассоциировано с его несколько косноязычной и афористичной манерой выражаться. Наиболее яркие цитаты из его выступлений получили название «черномырдинки».

## Ранние годы и карьера
Черномырдин родился 9 апреля 1938 года в селе Чёрный Отрог (ныне Саракташского района Оренбургской области). Родители — Степан Маркович и Марфа Петровна Черномырдины. Отец работал шофёром. И по отцовской и по материнской линиям род В. С. Черномырдина принадлежал к казакам, о которых сам он говорил: «Это внутреннее содержание и образ жизни, традиции… Они пахали и сеяли, но в любую минуту могли вскочить в седло и — в бой». В семье было пятеро детей: Николай, Александр, Наталья, Виктор и Екатерина. Как вспоминал спустя годы В. С. Черномырдин: «Воспитывали нас в строгости, в почитании старших, как в казацких семьях принято… Самое дорогое, что родители сумели нам передать, — это пример отношений в семье». Родители «никогда не кричали, не били» («…Дружные все росли. Я думал, что во всех семьях так. Если бы!..»), в семье не ругались матом: «Надо сказать, что когда я сам стал взрослым, руководителем, министром, даже в этом положении тоже не мог выругаться при братьях. Да что ругаться… При старшем брате закурить не мог, даже когда уже министром был, пока он сам не предложит. А при отце — тем более».
Окончив в 1957 году Орское техническое училище № 1, начал свою трудовую деятельность на Орском нефтеперерабатывающем заводе имени В. П. Чкалова в качестве слесаря, машиниста компрессоров и насосов. Отслужив срочную службу аэродромным техником ВВС в городе Спасск-Дальний Приморского края (1957—1958) и в посёлке Домбаровка Оренбургской области (1958—1960), вернулся на тот же завод, где работал машинистом и оператором технологической установки.
В 1962 году поступил в Куйбышевский политехнический институт, который окончил в 1966 году, получив диплом инженера-технолога. После института работал начальником нефтеперерабатывающей установки на своём же заводе. В 1967 году его собирались назначить начальником нового цеха на заводе, но Орский городской комитет КПСС решил забрать его на партийную работу, и с 1967 по 1973 год он работал в горкоме партии инструктором, заместителем заведующего, заведующим отделом.

«Работа в районном и тем более в городском комитете партии на ответственной должности была золотой мечтой карьерно устремлённых людей. Это была та ступенька, на которую стремились подняться очень и очень многие… Но мне это было не нужно! Чувствовал я себя именно производственником и хотел остаться работать на родном заводе. Но жизнь распорядилась иначе».
— В. С. Черномырдин
В 1968—1972 годах учился в Всесоюзном заочном политехническом институте, по окончании которого получил диплом инженера-экономиста.
В 1973—1978 годах возглавлял Оренбургский газоперерабатывающий завод, затем работал в Москве инструктором отдела тяжёлой промышленности ЦК КПСС. В 1981 году защитил диссертацию на соискание учёной степени кандидата технических наук по теме «Исследование и разработка технологии процесса очистки природного газа от органических соединений серы».
С 1982 года — заместитель министра газовой промышленности СССР. В 1983 году назначен заместителем министра — начальником Всесоюзного промышленного объединения «Тюменгазпром». В 1985—1989 годах — министр газовой промышленности СССР.
В 1980-х годах состоялось знакомство Черномырдина с Б. Н. Ельциным, в то время первым секретарём Свердловского обкома КПСС.
Избирался депутатом ВС СССР (1984—1989) и депутатом ВС РСФСР (1985—1990). Член ЦК КПСС (1986—1990). Министр газовой промышленности СССР с 12 февраля 1985 по 27 июня 1989 года. В 1989—1992 годах — председатель Правления Государственного газового концерна «Газпром».
30 мая 1992 года назначен заместителем председателя Правительства Российской Федерации по топливно-энергетическому комплексу.

## Во главе Правительства России (1992—1998)
14 декабря 1992 года на VII Съезде народных депутатов России президент Б. Н. Ельцин, встретив неприятие большинством депутатов кандидатуры Е. Т. Гайдара, поставил на рейтинговое голосование 5 из 18 кандидатур, предложенных депутатскими фракциями на пост председателя Совета министров Российской Федерации, который был вакантен после отставки Ивана Силаева в сентябре 1991 года. Съезд народных депутатов утвердил кандидатуру Виктора Черномырдина; в тот же день Ельцин подписал указ о назначении Черномырдина председателем Совета министров Российской Федерации.

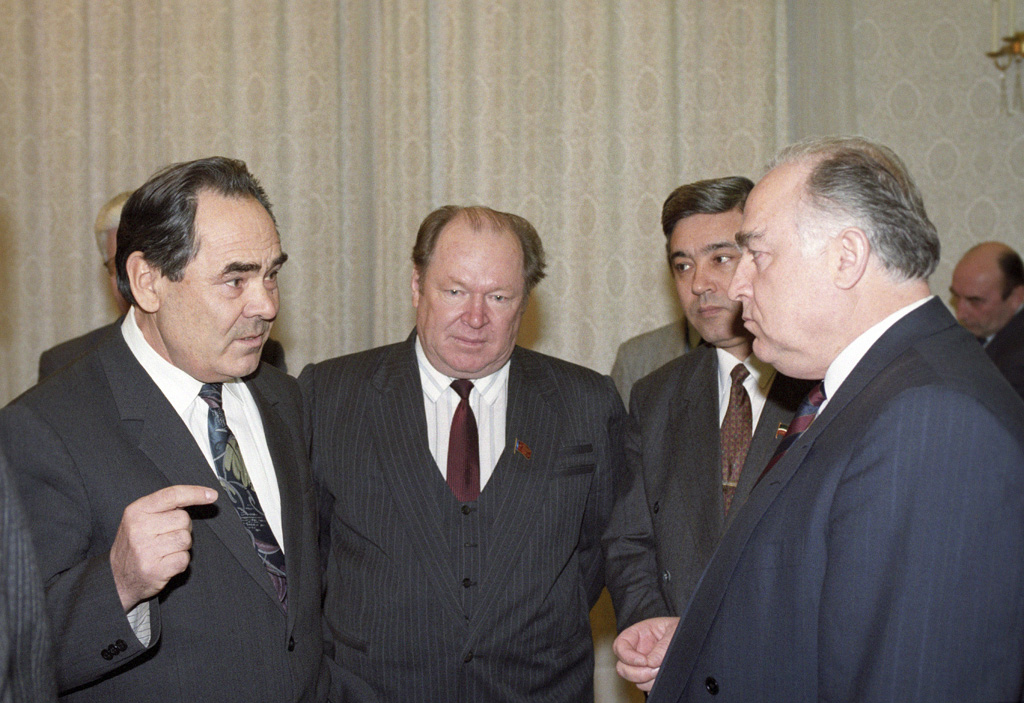
1993 год. Москва. Президент Татарстана Минтимер Шаймиев (слева) и председатель Совета министров Виктор Черномырдин (справа) во время встречи в Кремле. Переговоры делегаций России и Татарстана с целью подготовки межправительственного договора.

С 25 декабря 1993 года — после реорганизации Совета министров в связи с принятием новой Конституции — председатель Правительства Российской Федерации.
С 14 декабря 1992 по 26 мая 1998 года — постоянный член Совета Безопасности Российской Федерации.
18 февраля 1993 года от имени Правительства Российской Федерации подписал «Соглашение об использовании высокообогащённого урана, извлечённого из ядерного оружия».
После назначения премьером Черномырдин продолжил экономическую политику своего предшественника Егора Гайдара. При нём была проведена приватизация предприятий, в том числе через залоговые аукционы, развивался рынок ГКО, ставший к концу 90-х основным источником финансирования дефицита российского бюджета, и была осуществлена деноминация рубля. Также Черномырдин начал ликвидацию нерентабельных предприятий в моногородах: закрыт посёлок Хальмер-Ю в Коми, ликвидированы все шахты в Кизеловском и Подмосковном угольных бассейнах.
Как премьер-министр Российской Федерации, Виктор Черномырдин активно поддерживал РАО «Газпром», которое тогда возглавлял его бывший заместитель Рем Вяхирев. Основным лозунгом его политики в то время была фраза «Что хорошо для „Газпрома“, то хорошо и для России». В 2012 году Борис Немцов опубликовал копию трастового договора, согласно которому в 1994 году по указу Черномырдина «Газпром» мог получить опцион, дававший концерну возможность выкупить у государства 30 % своих акций всего за 71 млн рублей, хотя их реальная цена, по мнению Немцова, была около 9 млрд долларов.
7 января 1995 года на праздник Рождества Христова Святейший Патриарх Московский и всея Руси Алексий II, председатель Правительства РФ В. С. Черномырдин приняли участие в церемонии установки закладного камня и памятной доски в фундамент воссоздаваемого Храма Христа Спасителя.

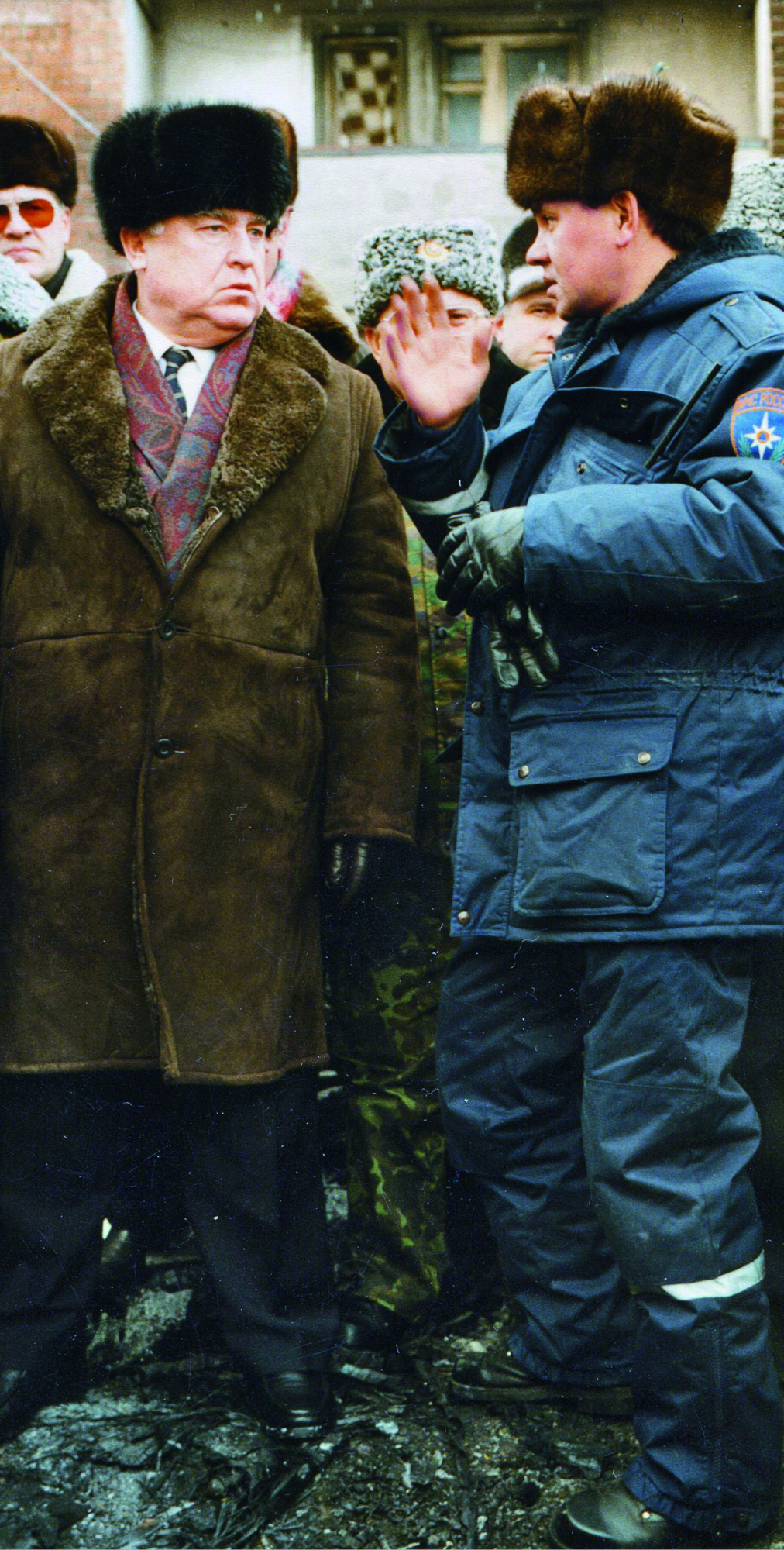
Председатель Правительства России В. С. Черномырдин и глава МЧС России С. К. Шойгу на месте крушения Ан-124 в Иркутске, 1997

12 мая 1995 года был избран председателем Всероссийского общественно-политического движения «Наш дом — Россия», которое набрало 10,1 % на выборах в Государственную Думу в декабре 1995 года и сформировало в ней свою фракцию. После победы в июле 1996 года на президентских выборах Б. Ельцина и вступления его в должность, Правительство 9 августа 1996, в соответствии с Конституцией, подало в отставку. Кандидатура В. Черномырдина была вновь внесена Б. Ельциным на пост главы правительства и одобрена Думой 10 августа 1996 года.
В июне 1995 года после террористического акта в Будённовске (Ставропольский край) вёл переговоры по телефону с Шамилем Басаевым, отряд которого захватил городскую больницу и взял в заложники около двух тысяч человек. В результате операции по освобождению заложников и тяжелейших переговоров 18 июня большинство заложников удалось освободить, но боевики под прикрытием остальных заложников 19 июня покинули город и скрылись в горных районах Чечни. В этой трагедии погибло около 180 человек.
После образования Совета обороны Российской Федерации 25 июля 1996 года и до его упразднения 3 марта 1998 года на председателя Правительства РФ В. С. Черномырдина были возложены обязанности заместителя председателя Совета обороны РФ.
7 сентября 1996 года Святейший Патриарх Московский и вся Руси Алексий II освятил Храм святого апостола и евангелиста Иоанна Богослова, построенный в короткие сроки в селе Чёрный Отрог Оренбургской области при содействии В. С. Черномырдина. 21 мая 2006 года Черномырдин принимал участие в торжествах в связи с получением храмом даров из Киево-Печерской Лавры.

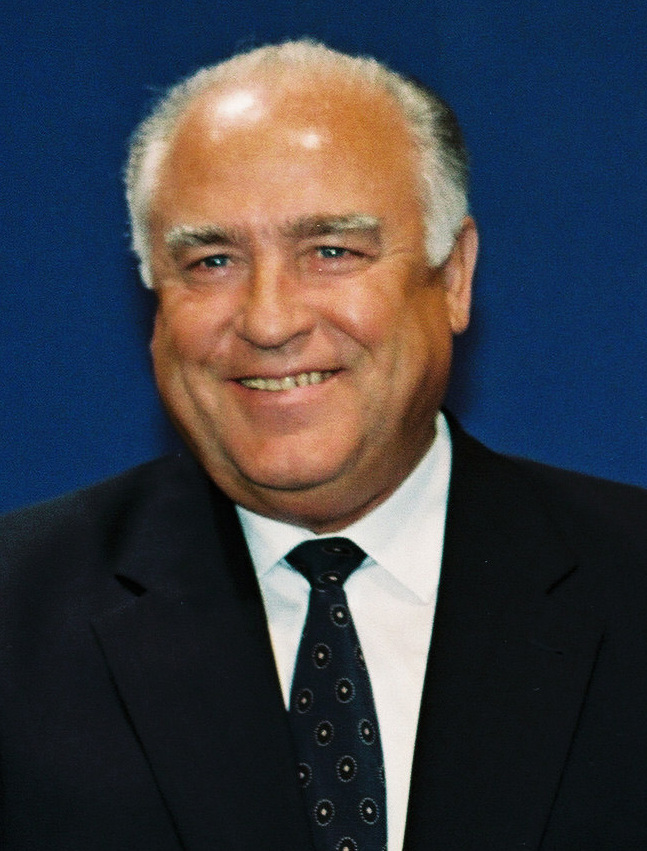
Виктор Черномырдин во время визита в Европейскую комиссию 18 июля 1997 года

19 сентября 1996 года Б. Ельцин подписал Указ № 1378 «О временном исполнении обязанностей президента Российской Федерации», передававший на время хирургической операции на сердце у Б. Ельцина все президентские полномочия в полном объёме В. Черномырдину после дополнительного указа, в котором будет сказано, с какого дня и часа В. Черномырдин станет по совместительству временно и. о. президента Российской Федерации. Во время операции на сердце Б. Ельцина В. Черномырдин исполнял в соответствии с его указом обязанности президента РФ с 7.00 5 ноября 1996 года до 6.00 6 ноября 1996 года.
В интервью «Комсомольской правде», которое было опубликовано 8 ноября 2010 года (уже после смерти Черномырдина), Виктор Степанович признался в том, что во время пребывания Ельцина на операционном столе некоторые политики пытались уговорить Черномырдина захватить власть в стране. Однако действовавший премьер отказался наотрез обсуждать подобную идею: он утверждал, что у него и в мыслях не было подобного.
Хобби Виктора Черномырдина — охота — однажды привело его к скандалу. В 1997 году во время Рождественской недели Черномырдин принимал участие в охоте на медведя и убил двух медвежат, на что резко отреагировала общественность.
23 марта 1998 года Б. Ельцин своим указом отправил в отставку Правительство и возложил исполнение обязанностей председателя на С. В. Кириенко.

## Карьера после отставки
После отставки В. С. Черномырдин заявил о своём намерении участвовать в выборах президента, оповестив об этом Б. Н. Ельцина и получив его одобрение. Немногим ранее, зимой 1998 года, на переговорах с Альбертом Гором, в рамках совместной комиссии председателя российского правительства и вице-президента США, Виктор Степанович произнёс следующие слова: «наверное, Ал, нам с тобой придётся выстраивать отношения между двумя странами в XXI веке». Однако в начале 2000 года Черномырдин на VIII съезде движения «Наш дом — Россия», будучи его лидером, заявил о поддержке кандидата В. В. Путина, а в конце года на выборах президента США вместо Гора победит Буш.

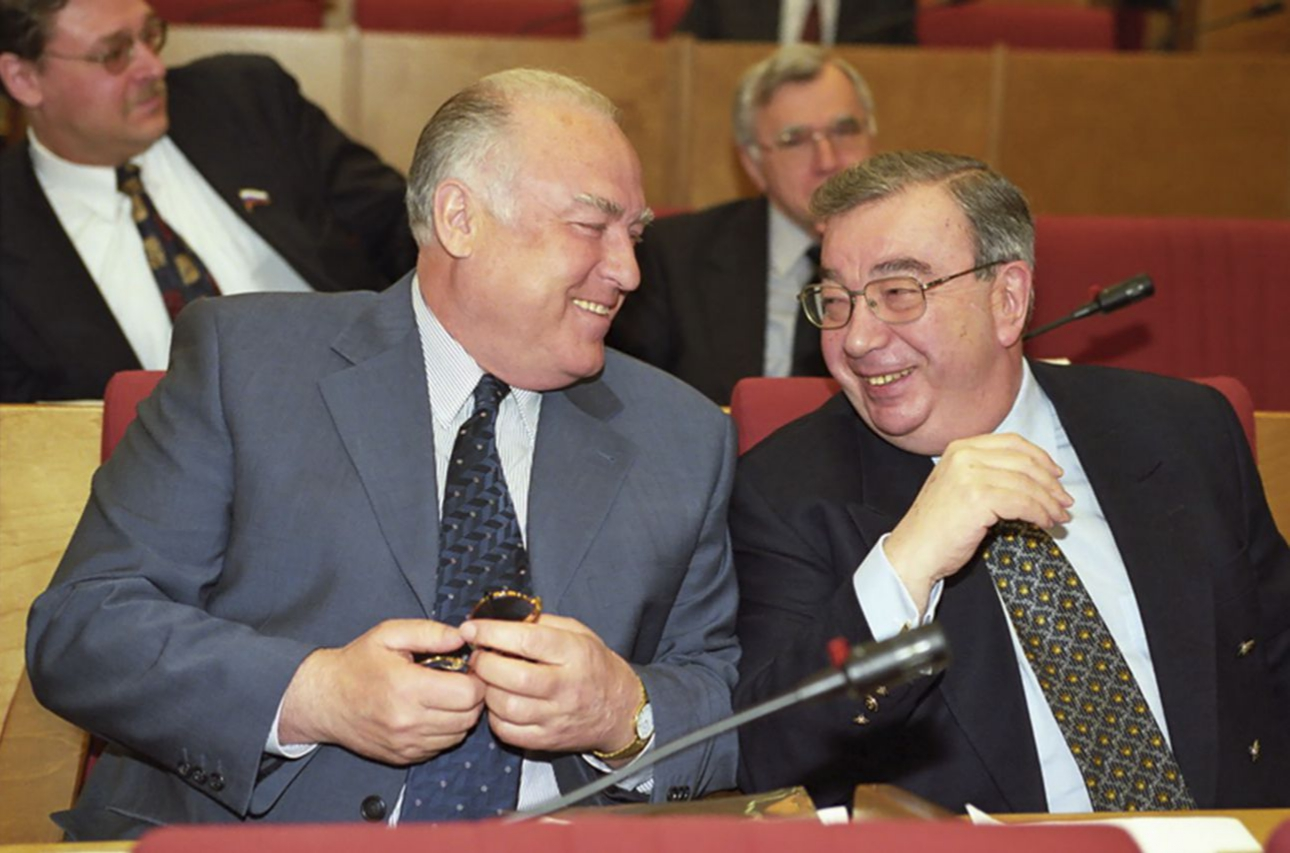
Виктор Черномырдин и Евгений Примаков на заседании Госдумы РФ. 5 апреля 2000

C 24 августа 1998 года В. С. Черномырдин повторно исполнял обязанности председателя Правительства, но дважды не был утверждён Государственной думой, и на третий раз Б. Н. Ельцин внёс на рассмотрение Думы кандидатуру Евгения Примакова, с утверждением которого на посту председателя Правительства закончилось кратковременное возвращение В. С. Черномырдина на пост главы правительства. Черномырдин занимает третье место в истории постсоветской России по продолжительности нахождения на посту премьера правительства РФ, уступая Дмитрию Медведеву (2012—2020) и Владимиру Путину (1999—2000, 2008—2012).
14 апреля 1999 года был назначен специальным представителем президента Российской Федерации по урегулированию ситуации вокруг Союзной Республики Югославии. Освобождён от этой должности «в связи с выполнением возложенных на него задач» 7 октября 1999 года. В 1999 году за миротворческие усилия на Балканах и деятельность в сфере внешней политики был выдвинут на соискание Нобелевской премии мира. В 2003 году вышла в свет книга В. С. Черномырдина «Вызов», в которой изложена точка зрения автора на события кризиса на Балканах.
15 июня 2000 года возглавил оргкомитет Всемирной кругосветной экспедиции ЮНЕСКО «Великая Северная Тропа» и, вместе с руководителем экспедиции С. А. Соловьёвым и членом оргкомитета, послом Норвегии в России Ойвиндом Нордслеттеном, 5 марта 2001 года принял участие в старте экспедиции из города Заполярного.
В 1995—2000 годах — лидер движения «Наш дом — Россия». В 1999—2001 годах был депутатом Государственной думы Федерального Собрания Российской Федерации от Ямало-Ненецкого автономного округа. В 1999—2000 годах — председатель Совета директоров ОАО «Газпром».
Имел воинское звание полковника запаса. В. С. Черномырдин был потомственным казаком, являлся полковником Оренбургского казачьего войска. В августе 2001 года Черномырдин был посвящён в запорожские казаки. Верховный атаман казачьего войска Запорожского Дмитрий Сагайдак 22 ноября 2001 года наградил Черномырдина золотым крестом «Казачьей славы» и погонами генерала Запорожского казачества за «возрождение казачества и укрепление сотрудничества казаков России и Украины».

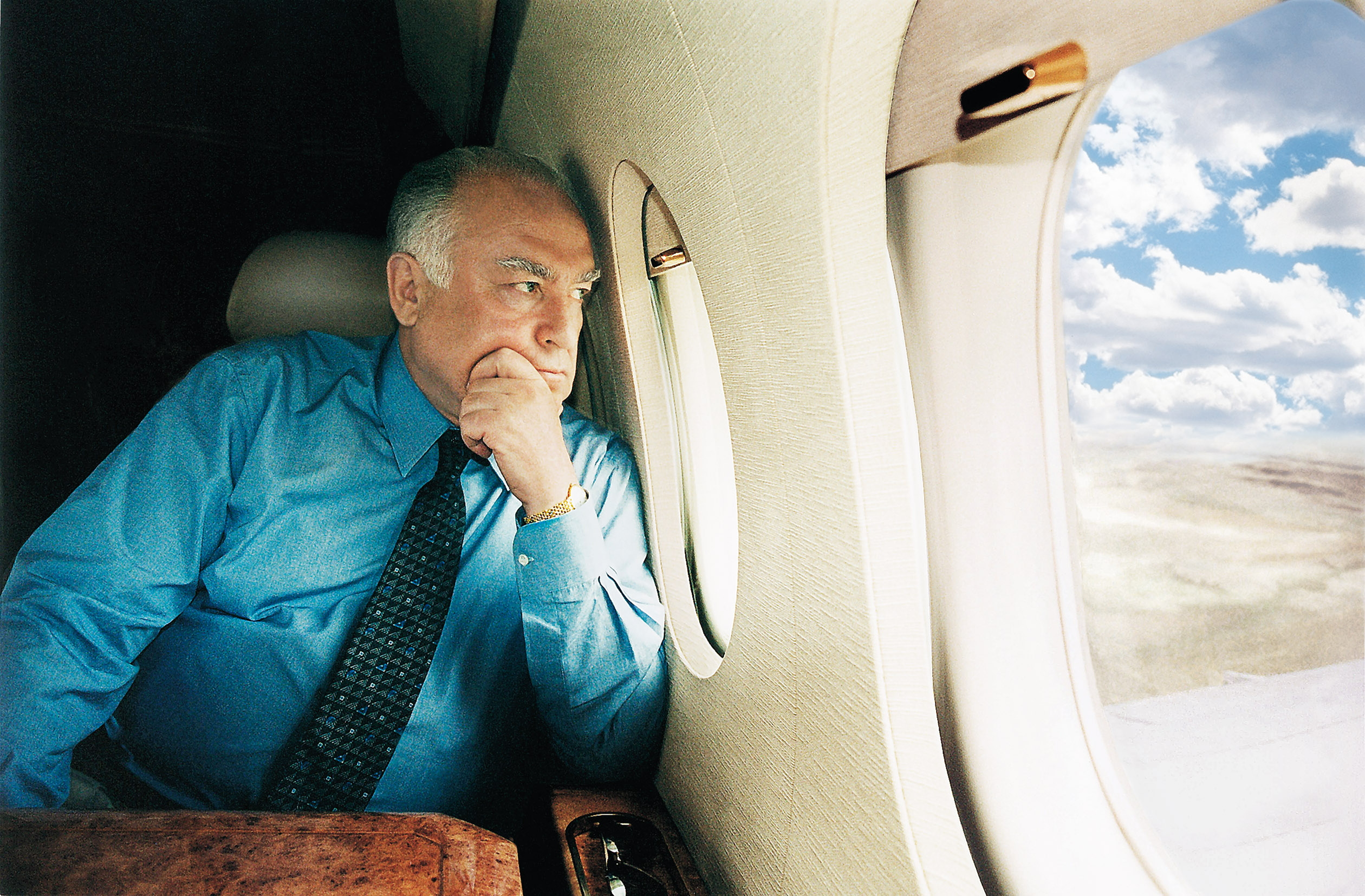
Виктор Черномырдин в марте 2003 года

С 21 мая 2001 по 11 июня 2009 года занимал должность чрезвычайного и полномочного посла Российской Федерации на Украине, специального представителя президента Российской Федерации по развитию торгово-экономических отношений с Украиной. 10 апреля 2003 года ему присвоен дипломатический ранг чрезвычайного и полномочного посла. С 23 ноября 2007 года — дуайен дипломатического корпуса, аккредитованного на Украине. На должности посла России он проработал более восьми лет, что противоречило негласному правилу регулярной ротации глав дипломатических представительств за рубежом.
22 ноября 2001 года чрезвычайный и полномочный посол Российской Федерации на Украине, специальный представитель президента Российской Федерации по развитию торгово-экономических отношений с Украиной Виктор Степанович Черномырдин награждён орденом «Казацкой славы» первой степени и удостоен звания генерала казачества. Орден, универсал и генеральские погоны Виктору Черномырдину вручил в Киеве генерал казачества, Верховный атаман Войска Запорожского Дмитрий Сагайдак. По его словам, российский дипломат удостоен награды «за значительный вклад в возрождение казачества не только в Украине и России, но и во всём мире».
4 февраля 2008 года как глава Международного шолоховского комитета передал Российской государственной библиотеке сто экземпляров уникального факсимильного издания рукописи романа «Тихий Дон». Рукопись, долгое время считавшаяся утерянной, была выкуплена Российским государством у наследников фронтового друга Михаила Шолохова Василия Кудашева.
К 70-летию Черномырдина в 2008 году была выпущена книга журналиста Александра Гамова «Хотели как лучше…», содержащая афоризмы и интервью политика.
17 февраля 2009 года министерство иностранных дел Украины (министр В. Огрызко) предупредило посла РФ В. С. Черномырдина о возможности объявления его персоной нон грата «в связи с его недипломатическими оценками, комментариями и высказываниями в адрес Украины и её руководства». Правительство Ю. Тимошенко тут же открестилось от заявления: первый вице-премьер А. Турчинов заявил, что «правительство Украины к действиям Огрызко отношения не имеет» (министр иностранных дел назначается по квоте В. Ющенко). 3 марта 2009 года В. Огрызко был отправлен в отставку Верховной Радой, в том числе по эпизоду с В. Черномырдиным.
11 июня 2009 года президент Российской Федерации Д. А. Медведев назначил Черномырдина советником президента Российской Федерации, одновременно возложив на него обязанности специального представителя президента Российской Федерации по вопросам экономического сотрудничества с государствами — участниками Содружества Независимых Государств.

## Критика
В 1995 году ЦРУ направило в Белый дом секретный доклад, основанный на собственном обширном досье, в котором перечисляются факты, свидетельствующие о коррумпированности Черномырдина. Согласно источникам в некой «российской службе безопасности», за время пребывания в своей должности Черномырдин скопил на своих личных счетах миллиарды долларов. Однако вице-президент Альберт Гор вернул доклад в ЦРУ, написав на нем «чушь собачья» (bullshit).
Источник New York Times в ЦРУ сообщал, что одному немецкому бизнесмену понадобилось заплатить 1 миллион долларов, чтобы встретиться с Черномырдиным. Источник сообщал в 1998 г. о впечатлении в Агентстве, что администрация Клинтона пренебрежительно относится к «неудобным» сведениям о коррупции среди российских лидеров, с которыми у чиновников Белого дома и Госдепартамента сложились тесные личные отношения.

## Семья

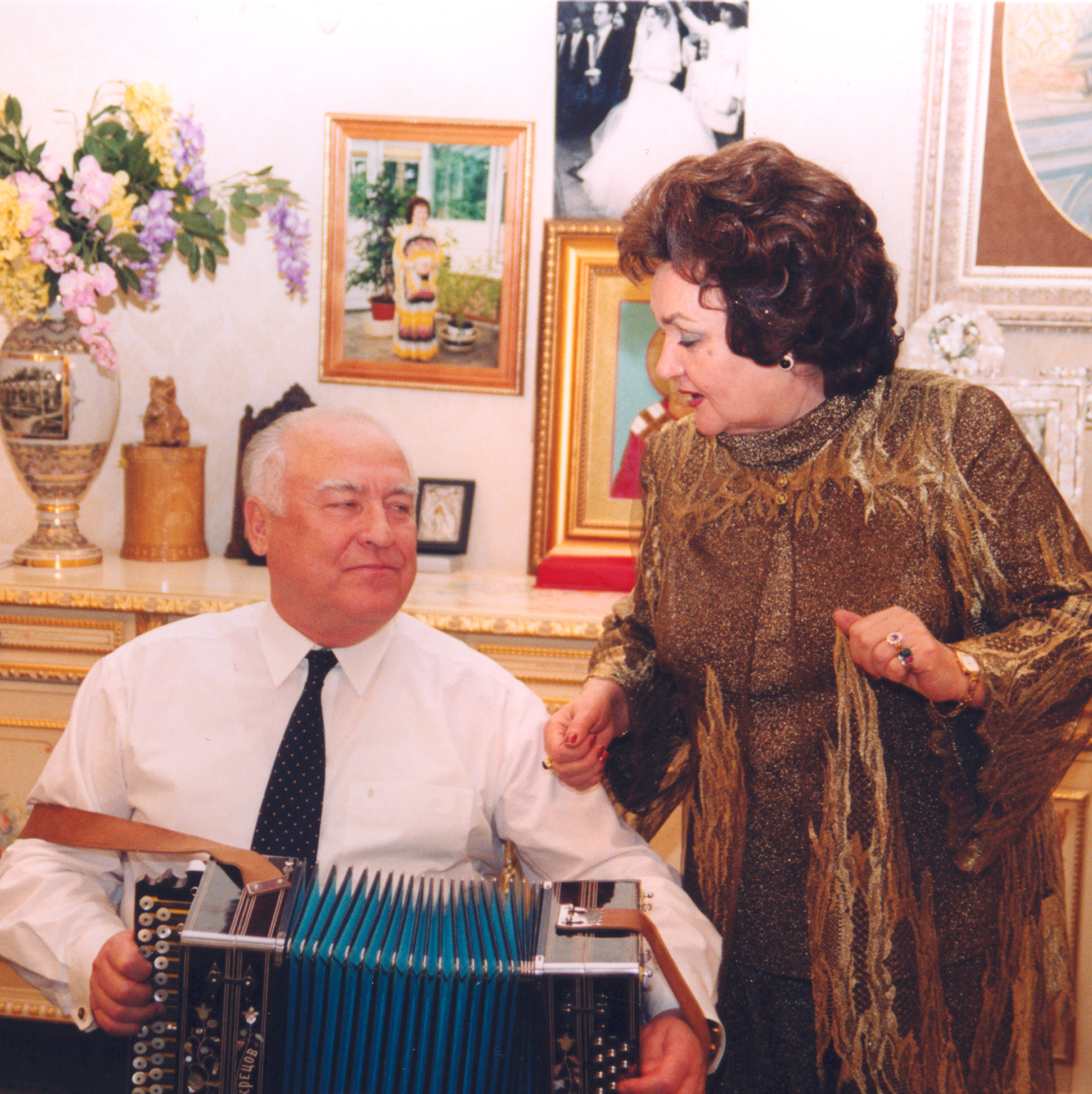
Декабрь 2003 года. Виктор Степанович и Валентина Фёдоровна Черномырдины

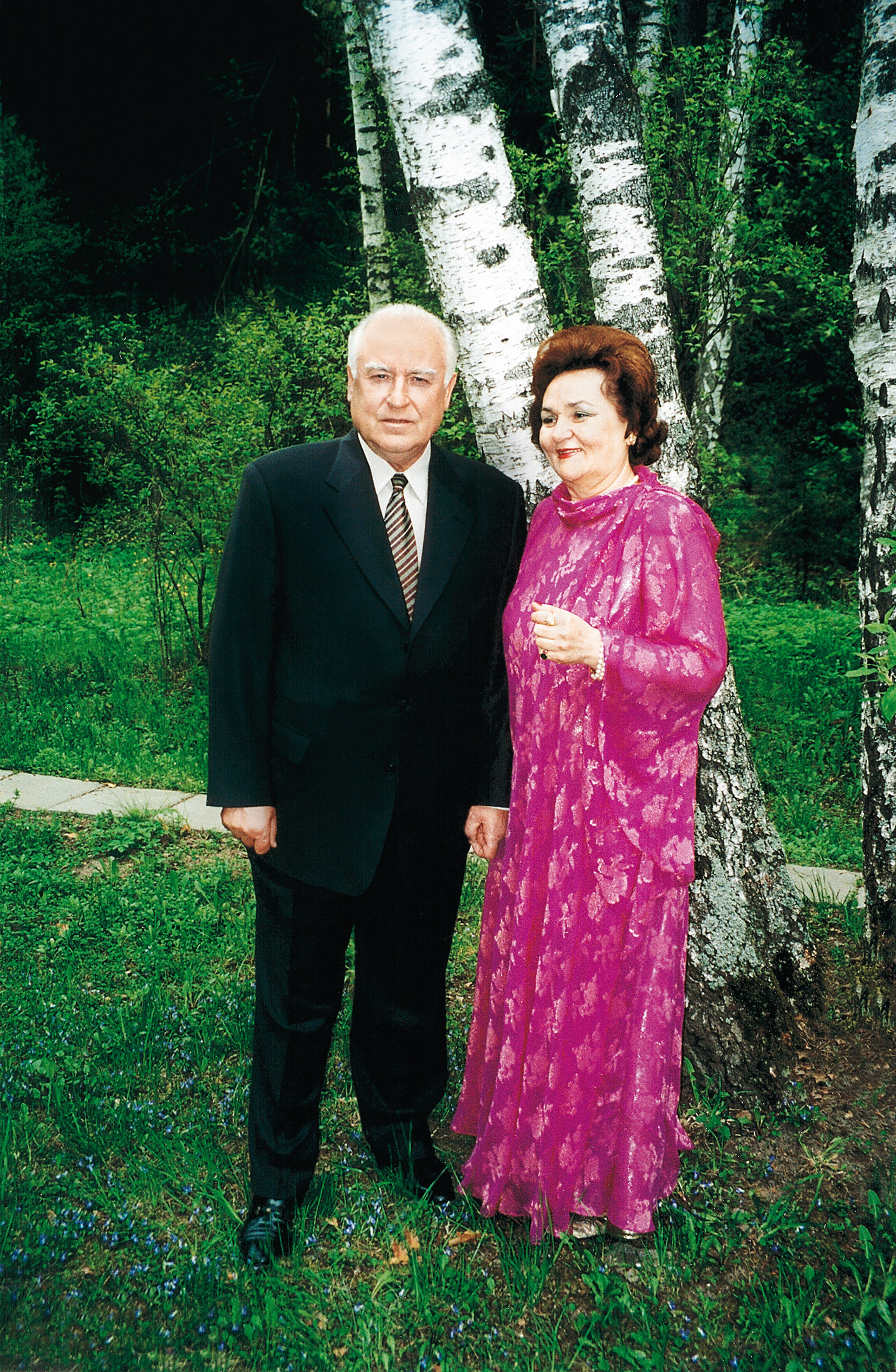
Виктор Черномырдин со своей супругой Валентиной

Жена — Валентина Фёдоровна Черномырдина (Шепелева). Родилась 6 июля 1938 года в городе Орске Оренбургской области. Работала мастером по пошиву лёгкого женского платья на Орской швейной фабрике. Вышла замуж за В. С. Черномырдина в 1961 году. Увлекалась русскими танцами, исполнением русских и украинских песен, в 2001—2005 годах записала их совместно с ансамблем «Уголок России» под руководством В. Нестеренко на два диска — «Поёт Валентина Фёдоровна Черномырдина» и «Песни для мужа, детей и внуков…». В. Ф. Черномырдина умерла 12 марта 2010 года, похоронена на Новодевичьем кладбище в Москве. Корреспонденты «Комсомольской правды» написали материал на базе воспоминаний Виктора Степановича о Валентине Фёдоровне «Моя жена была украинкой…» У Виктора Степановича и Валентины Фёдоровны двое сыновей — Виталий и Андрей, четверо внуков — Мария, Андрей, Анастасия, Виктор и правнук — Дмитрий.
Старший сын Виталий (род. 1962) окончил Московский институт нефтехимической и газовой промышленности им. И. М. Губкина (МИНХиГП), женат. В течение 6 лет работал в Заполярье, затем, с 1989 года — в системе ГГК «Газпром». С 2000 года возглавляет Региональный общественный фонд Черномырдина «Поддержка и развитие среднего класса». Занимался бизнесом, владел Яковлевским железнорудным рудником в Белгородской области. В апреле 2018 года признан банкротом, также из-за личного поручительства по кредитам Яковлевскому руднику на 2018 год был должен структурам «Северстали» 17,7 млрд рублей.
Младший сын Андрей (род. 1970) после окончания МИНХиГП также поступил на работу в «Газпром». Женат. Занимается бизнесом. В 2011 году избран Председателем Международного Шолоховского комитета.

## Афоризмы
Виктор Черномырдин внёс вклад в идиоматику русского языка, обогатив его многочисленными фразами («черномырдинками»), которые стали крылатыми. Выражения Черномырдина стали афоризмами ещё при жизни политика. Наиболее известно изречение «Хотели как лучше, а получилось как всегда». Таблички с крылатыми фразами В. С. Черномырдина размещены по скверу памяти Виктора Черномырдина, открытому 6 июля 2018 года возле памятника В. С. Черномырдину напротив здания заводоуправления Оренбургского газоперерабатывающего завода.

## Смерть и похороны

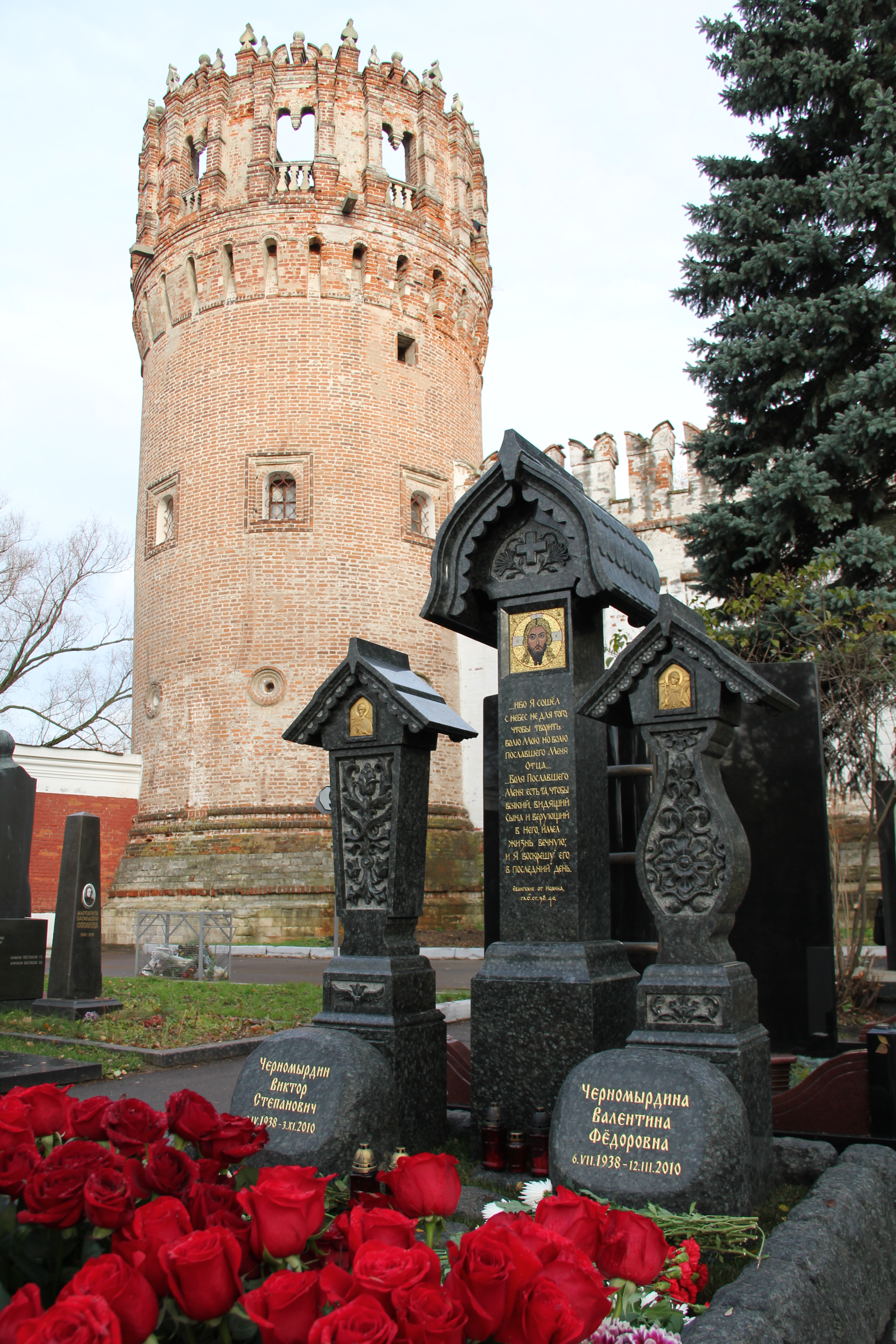
Памятник В. С. Черномырдину и его супруге В. Ф. Черномырдиной.

Виктор Степанович Черномырдин скончался 3 ноября 2010 года в 03:42 на 73-м году жизни в Центральной клинической больнице Управления делами Президента Российской Федерации в результате инфаркта миокарда, произошедшего на фоне тяжёлого онкологического заболевания и острой почечной недостаточности. Близкий друг Черномырдина Иван Шепелев отмечал, что после смерти супруги Виктор Степанович «резко сдал» и, по-видимому, не смог перенести утрату.
Президент России Д. А. Медведев 3 ноября 2010 года подписал Указ «Об организации похорон В. С. Черномырдина», которым предусматривалось создание Государственной комиссии по организации похорон Черномырдина во главе с руководителем Администрации президента Российской Федерации С. Е. Нарышкиным.
Церемония прощания с В. С. Черномырдиным проходила в Доме приёмов на Воробьёвых горах (улица Косыгина, дом 42) с 16:00 4 ноября до 10:00 5 ноября 2010 года. Затем состоялась гражданская панихида, на которой присутствовали президент России Дмитрий Медведев, премьер-министр России Владимир Путин, многочисленные официальные лица и представители иностранных государств, политические и общественные деятели, делегация Оренбургской области, родные и близкие Виктора Степановича Черномырдина. Отпевание Виктора Черномырдина состоялось 5 ноября 2010 года в Успенском соборе Московского Богородице-Смоленского Новодевичьего монастыря. По окончании чина отпевания гроб с телом В. С. Черномырдина был установлен на орудийный лафет и доставлен на Новодевичье кладбище. Заупокойную литию совершил патриарх Московский и всея Руси Кирилл. Виктор Степанович похоронен на участке № 3 рядом с могилой его супруги Валентины Фёдоровны.
В Доме Правительства Российской Федерации был дан траурный приём. Церемония прощания и похорон В. С. Черномырдина транслировалась в прямом эфире российскими телеканалами.

## Награды

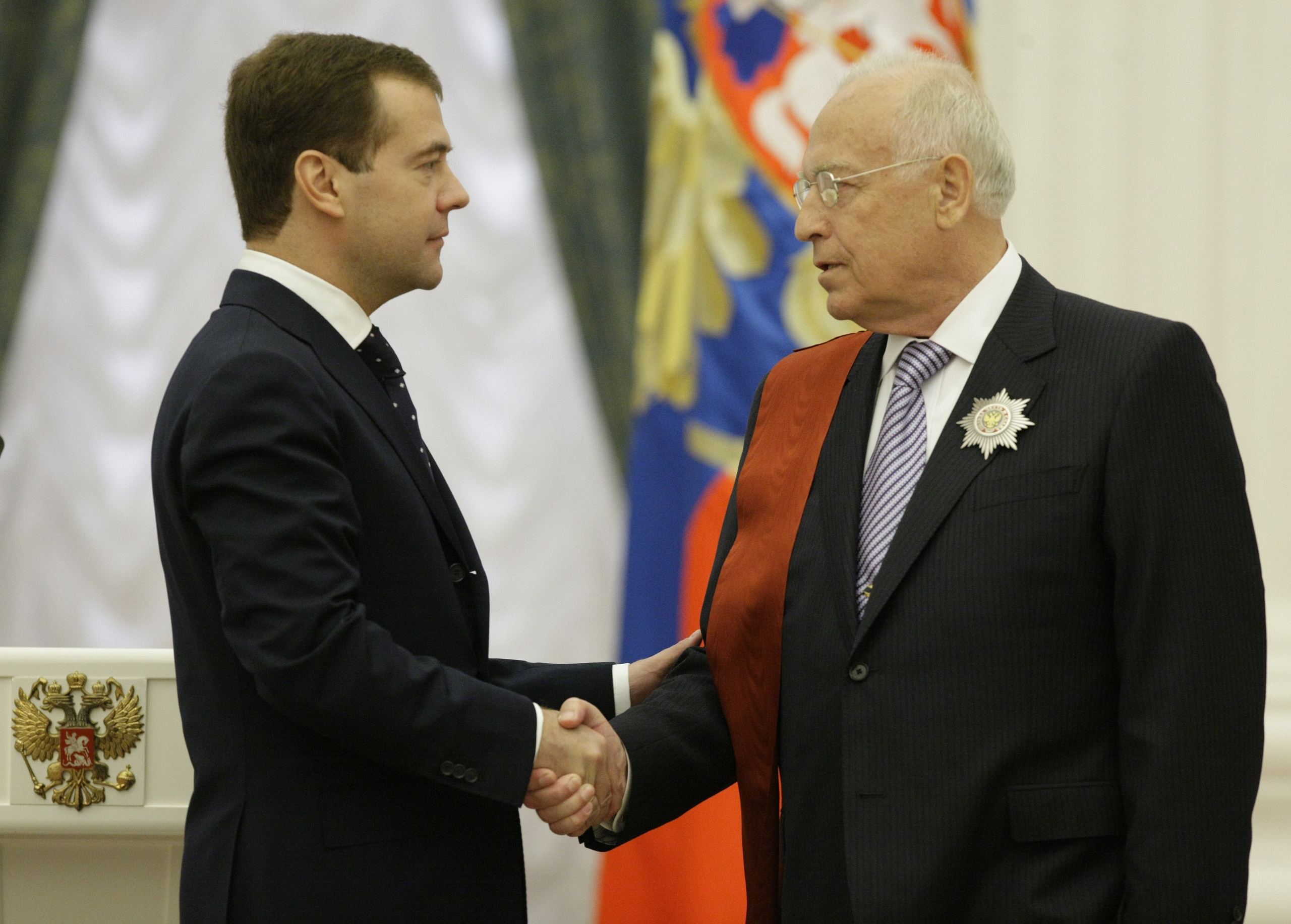
20 мая 2009 г. Награждение орденом «За заслуги перед Отечеством» I степени.

Государственные награды Российской Федерации и СССР 
- орден «За заслуги перед Отечеством» I степени (24 марта 2009) — за большой вклад в укрепление международного авторитета Российской Федерации и многолетнюю плодотворную государственную деятельность[89]
- орден «За заслуги перед Отечеством» II степени (23 марта 1998) — за большой вклад в развитие российского государства[90]
- орден «За заслуги перед Отечеством» III степени (9 апреля 2008) — за большой вклад в развитие российско-украинских отношений[91]
- орден «За заслуги перед Отечеством» IV степени (9 апреля 2010) — за многолетнюю плодотворную государственную деятельность[92]
- Орден Дружбы (8 апреля 2003) — за большой вклад в укрепление и развитие дружбы и сотрудничества между Российской Федерацией и Украиной[93]
- орден Октябрьской Революции (1986)
- орден Трудового Красного Знамени (1979)
- орден «Знак Почёта» (11 декабря 1974) — за успехи, достигнутые на строительстве и освоении проектной мощности первой очереди Оренбургского газового комплекса
- юбилейная медаль «300 лет Российскому флоту» (7 июня 1996)
- медаль «В память 850-летия Москвы» (6 сентября 1997)[94]
- медаль «В память 1000-летия Казани» (23 августа 2005)
- медаль «В ознаменование 100-летия со дня рождения Владимира Ильича Ленина» (1970)
- юбилейная медаль «Сорок лет победы в Великой Отечественной войне 1941—1945 гг.» (1985)[95]
- наградное оружие — именной пистолет ПСМ от министерства обороны РФ[96]

 Поощрения президента и Правительства Российской Федерации 
- Почётная грамота президента Российской Федерации (12 декабря 2008) — за активное участие в подготовке проекта Конституции Российской Федерации и большой вклад в развитие демократических основ Российской Федерации[97]
- Благодарность президента Российской Федерации (9 ноября 1993)
- Благодарность президента Российской Федерации (14 августа 1995) — за активное участие в подготовке и проведении празднования 50-летия Победы в Великой Отечественной войне 1941—1945 годов[98]
- Благодарность президента Российской Федерации (12 июля 1996) — за активное участие в организации и проведении выборной кампании президента Российской Федерации в 1996 году[99]
- Благодарность президента Российской Федерации (30 июля 1999) — за большой личный вклад в политическое урегулирование конфликта между Союзной Республикой Югославией и НАТО, последовательное отстаивание позиций России на Балканах[100]
- Почётная грамота Правительства Российской Федерации (9 апреля 2003) — за большой личный вклад в развитие российско-украинского торгово-экономического сотрудничества[101]
- Почётная грамота Правительства Российской Федерации (9 апреля 2008) — за многолетнюю плодотворную государственную деятельность[102]

 Иностранные награды 
- медаль «100 лет со дня рождения Георгия Димитрова» (Народная Республика Болгария, 1982)
- медаль Мхитара Гоша (Армения, 4 декабря 1998) — за большой вклад в дело ликвидации последствий Спитакского землетрясения, оказания гуманитарной помощи и организации восстановительных работ[103] Медаль вручена 18 апреля 2002 года[104].
- орден Парасат (Казахстан, 1 сентября 1999) — за вклад в развитие нефтегазовой отрасли Казахстана[105]
- орден князя Ярослава Мудрого V степени (Украина, 8 апреля 2003) — за выдающийся вклад в развитие двусторонних отношений между Российской Федерацией и Украиной, весомую личную роль в укреплении дружеских связей между русским и украинским народами[106][107]
- орден «За заслуги» III степени (Украина, 17 июня 2009) — за весомый личный вклад в развитие украинско-российских отношений, многолетнюю дипломатическую деятельность[108][109]

 Награды субъектов Российской Федерации 
- орден «За заслуги» (Республика Ингушетия, 19 июня 2001) — за большой вклад в становление и развитие экономики Ингушетии[110]
- орден «Ключ дружбы» (Кемеровская область, 7 марта 2008)[111]

 Награды Русской Православной Церкви 
- орден преподобного Сергия Радонежского II степени (РПЦ, 29 марта 2007) — за труды по укреплению единства православных народов[112]
- орден «Рождество Христово» II степени (УПЦ)
- юбилейный орден «1020 лет Крещения Киевской Руси» (УПЦ, 25 ноября 2008)[113]

 Ведомственные награды 
- Почётный работник газовой промышленности (22 ноября 1978)
- Почётный работник Миннефтегазстроя (1 апреля 1988)
- Ветеран труда газовой промышленности (8 апреля 1998)
- Почётный работник Министерства иностранных дел Российской Федерации (2 апреля 2003) — за активное участие в реализации внешнеполитического курса России

 Общественные награды 
- Орден «Казачья слава» I степени[114]
- Почётный знак «Гетман Кирилл Разумовский»  (2009)[115]

Почётные звания
- Почётный гражданин города Будённовска (1999)[116][117].
- Почётный гражданин Чёрноотрожского сельсовета (№ 1 в списке)[118].
- Почётный гражданин Оренбургской области (24 августа 2018) — за особые заслуги в сфере государственной и общественной деятельности и значительный вклад в развитие Оренбургской области[119][120].
- Почётный профессор Самарского государственного технического университета (23 июня 1995)[121]
- Почётный профессор Московского государственного университета им. М. В. Ломоносова (24 января 1997)[122]
- Почётный доктор Словацкого технического университета в Братиславе (14 апреля 1997)
- Почётный доктор Бриджпортского университета (штат Коннектикут, США) (30 сентября 1999)[123]
- Почётный профессор Ленинградского государственного областного университета (7 октября 1999)
- Почётный профессор Московского государственного открытого университета (17 мая 2002)[124]
- Почётный доктор наук Российской экономической академии им. Г. В. Плеханова (25 марта 2003)[125]
- Почётный доктор Национального авиационного университета Украины (15 марта 2005)[126].

## Увековечение памяти

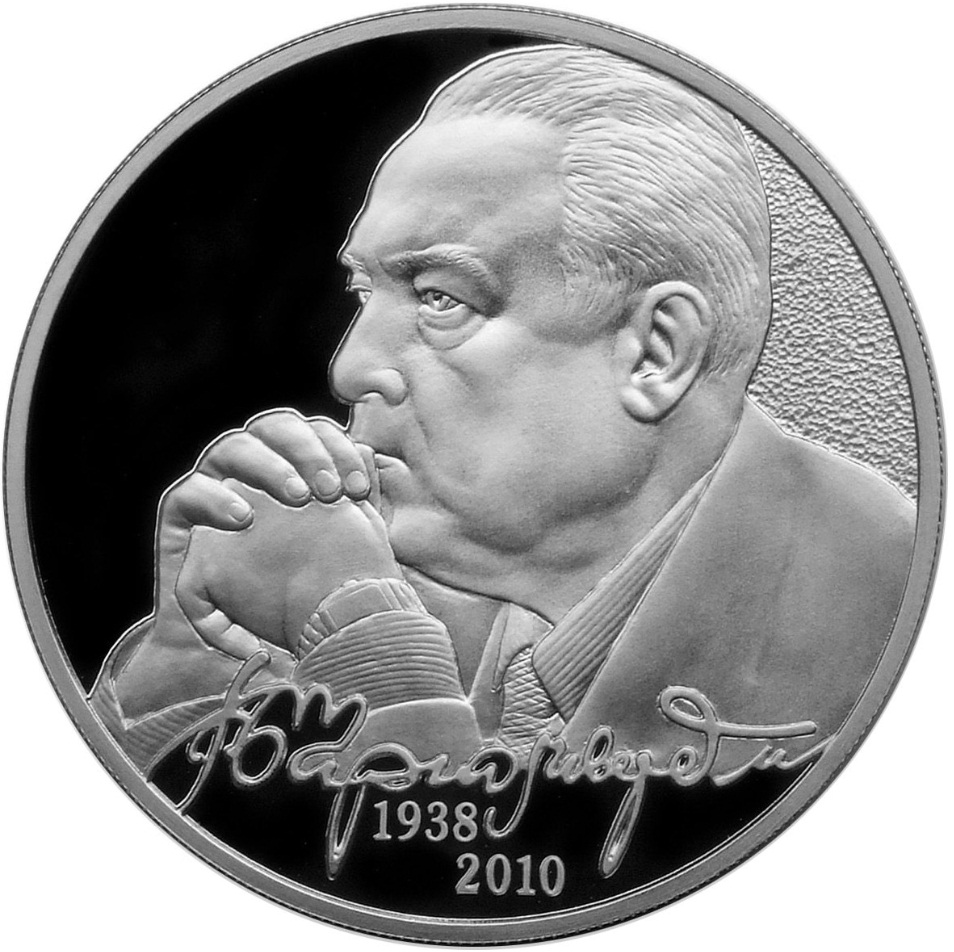
Памятная монета Банка России, посвящённая 75-летию со дня рождения В. С. Черномырдина. 2 рубля, серебро, 2013 год

Для увековечения памяти Виктора Черномырдина, по указу Дмитрия Медведева, в 2011 году создали комиссию во главе с Первым заместителем Председателя Правительства Российской Федерации, председателем совета директоров открытого акционерного общества «Газпром» В. А. Зубковым.
- 25 ноября 2010 года Муниципальному образовательному учреждению «Чёрноотрожская средняя общеобразовательная школа» присвоено имя В. С. Черномырдина[127].
- 21 декабря 2010 года общественной организации «Русский культурный центр» в г. Луцке (Украина) присвоено имя В. С. Черномырдина[128].
- 29 декабря 2010 года установлена мемориальная доска в память о В. С. Черномырдине на здании Чёрноотрожской участковой больницы муниципального учреждения здравоохранения «Саракташская Центральная районная больница»[129].
- 4 марта 2011 года в селе Чёрный Отрог состоялась презентация книги-альбома «Сын ковыльных степей. Памяти Виктора Степановича Черномырдина» (авторы-составители В. С. Рябов, В. В. Шабрин. — Оренбург: Печатный дом «Димур», 2011), в которой помещены биографические материалы, отрывки из мемуаров В. С. Черномырдина, воспоминания о нём, многочисленные редкие фотографии[130].
- 23 марта 2011 года на родине политика в селе Чёрный Отрог Оренбургской области создана Автономная некоммерческая организация «Историко-мемориальный музей Виктора Степановича Черномырдина»[131].
- 30 марта 2011 года Государственному автономному учреждению начального профессионального образования «Профессиональный лицей № 14 города Орска Оренбургской области» присвоено имя В. С. Черномырдина[132].
- 2 апреля 2011 года под эгидой Международного Шолоховского комитета[133], в серии книг «Библиотека В. С. Черномырдина» вышел из печати в исходной авторской редакции роман М. А. Шолохова «Тихий Дон»[77].
- 5 апреля 2011 года вышел в свет первый том мемуаров В. С. Черномырдина «Время выбрало нас».
- 26 июля 2011 года Государственному образовательному учреждению высшего профессионального образования «Московский государственный открытый университет» присвоено имя В. С. Черномырдина[134].
- 8 сентября 2011 года на здании Государственного образовательного учреждения высшего профессионального образования «Московский государственный открытый университет имени В. С. Черномырдина» установлена мемориальная доска в память о В. С. Черномырдине[135].

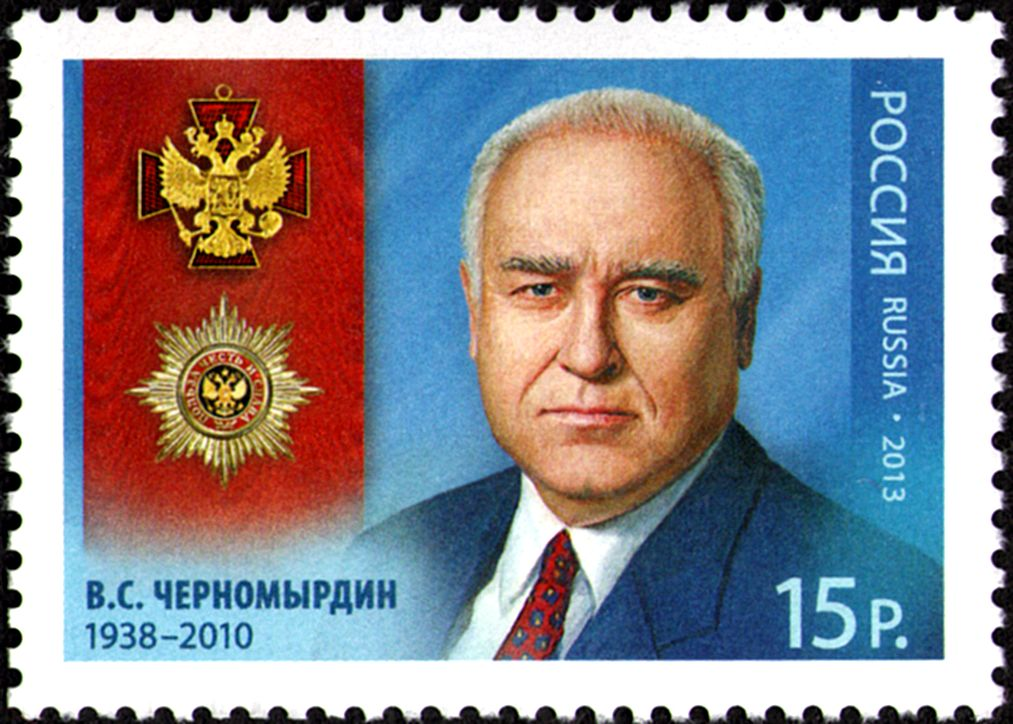
В. С. Черномырдин. Почтовая марка России, 2013 г.

- 3 ноября 2011 года в Орске на здании училища, которое в 1957 году окончил В. С. Черномырдин, установлена мемориальная доска[136].
- 22 ноября 2011 года Президент Российской Федерации Д. А. Медведев подписал Указ «Об увековечении памяти В. С. Черномырдина»[137].
- 21 марта 2012 года Сургутскому заводу по стабилизации конденсата ООО «Газпром переработка» присвоено имя Виктора Черномырдина[138][139].
- 9 апреля 2012 года на территории Оренбургского газоперерабатывающего завода ООО «Газпром добыча Оренбург» установлен памятный знак первому директору завода, министру газовой промышленности СССР, Председателю Правительства Российской Федерации В. С. Черномырдину[140].
- 21 июля 2012 года установлена мемориальная доска на здании средней общеобразовательной школы в селе Чёрный Отрог Оренбургской области, которую окончил В. С. Черномырдин[141].
- 30 августа 2012 года установлена мемориальная доска В. С. Черномырдину на проходной Сургутского завода по стабилизации конденсата имени В. С. Черномырдина ООО «Газпром переработка»[142] (скульптор Н. Янчак).
- 31 августа 2012 года перед заводоуправлением Оренбургского газоперерабатывающего завода ООО «Газпром добыча Оренбург» установлен памятник первому директору завода В. С. Черномырдину[143] (скульпторы: С. Соломаха, А. Емаев).
- 1 марта 2013 года Центральный банк Российской Федерации выпустил в обращение памятную серебряную монету в серии «Выдающиеся личности России», посвящённую 75-летию со дня рождения В. С. Черномырдина[144] (художник Л. А. Евдокимова, скульптор В. Б. Ананьин).
- 14 марта 2013 года Издательско-торговым центром «Марка» выпущена в почтовое обращение марка «Полный кавалер ордена „За заслуги перед Отечеством“ В. С. Черномырдин (1938—2010)»[145] (художник Р. Комса).
- 9 апреля 2013 года постановлением № 67/367-5 Избирательной комиссии Оренбургской области избирательному участку № 1483 в селе Чёрный Отрог Саракташского района Оренбургской области присвоено имя В. С. Черномырдина[146].
- 9 апреля 2013 года на здании бывшего министерства газовой промышленности СССР (г. Москва, улица Строителей, дом 8, корпус 1) установлена мемориальная доска В. С. Черномырдину[147] (скульпторы: Ф. Согоян, М. Согоян; архитектор И. Воскресенский).
- 23 сентября 2013 года в Ямало-Ненецком автономном округе принят в эксплуатацию скоростной теплоход проекта А-145 «Виктор Черномырдин»[148].
- 22 декабря 2014 года Президент Российской Федерации В. В. Путин подписал Распоряжение «О дополнительных мерах по увековечению памяти В. С. Черномырдина»[149].
- 18 сентября 2015 года на здании Самарского государственного технического университета (г. Самара, улица Молодогвардейская, дом 244) установлена мемориальная доска В. С. Черномырдину[150] (скульптор: И. Мельников).
- 30 декабря 2016 года на Балтийском заводе (Санкт-Петербург) спущен на воду линейный дизель-электрический ледокол «Виктор Черномырдин» проекта 22600, заложенный в 2012 году[151][152].
- Сквер памяти Виктора Черномырдина открыт 6 июля 2018 года у памятника В. С. Черномырдину, установленного в 2012 году перед зданием заводоуправления Оренбургского газоперерабатывающего завода. По скверу размещены таблички с крылатыми фразами В. С. Черномырдина[81]
- 2 ноября 2019 года в селе Чёрный Отрог Оренбургской области перед музеем Виктора Черномырдина открыт бронзовый бюст политика[153].
- 9 апреля 2021 года состоялось официальное открытие музея Виктора Черномырдина[154].
- 27 марта 2023 года указом президента России имя В. С. Черномырдина присвоено аэропорту Надым[155].

## Фильмография
- Ч. В. С. — уроки жизни / авторы А. Литвинов, Л. Николаев, А. Рацимор. — М., 1998. — 28 мин.
- Ведущий человек / авторы А. Литвинов, Л. Николаев, А. Рацимор. — М., 1998. — 28 мин.
- Один день и вся жизнь: в 2-х частях / автор С. Волошина. — СПб.: Студия «Надежда», 2002. — 120 мин.
- Один день Виктора Черномырдина / автор и ведущий К. Набутов. — Киев, 2003. — 25 мин.
- Чрезвычайный Черномырдин / режиссёр Е. Фетисова. — Киев: Киностудия «Интерфильм», 2008. — 45 мин.
- Председатель / автор и ведущий Е. Ревенко. — М.: ВГТРК, 2008. — 29 мин.
- Степаныч / автор и ведущий П. Селин. — М.: Телекомпания НТВ, 2010. — 45 мин.
- ЧВС / автор С. Брилёв. — М.: ООО «Единая медиа группа», ВГТРК, 2013. — 54 мин.
- В харизме надо родиться / ведущие С. Медведев и Г. Хазанов, режиссёр С. Браверман. — М.: Телекомпания «Останкино», Первый канал, 2013. — 51 мин.
- Удар властью. Виктор Черномырдин — М.: ТВ Центр, 2014. — 39 мин.
- Тюменский Черномырдин. Великий Сибиряк / автор А. Омельчук, режиссёр Л. Борисова. — Тюмень: ГТРК «Регион-Тюмень», 2015. — 40 мин.
- Виктор Черномырдин. Прощание. ТВ Центр,2019.-40 мин.
- Россия 1985—1999: TraumaZone — документальный, реж. Адам Кёртис (2022, ВВС)